# SDSS J112659.54+294442.8
SDSS J112659.54+294442.8 (abbreviato SDSS J1126+2944) è una galassia situata nella costellazione dell'Orsa Maggiore alla distanza di circa 1,28 miliardi di anni luce dalla Terra.
La formazione di questa galassia è il risultato della fusione di due galassie più piccole, nel corso della quale si è verificata l'avvicinamento dei rispettivi buchi neri supermassicci.
Da uno studio condotto sulla base dei dati raccolti dal telescopio spaziale Chandra è emerso che uno dei due uno dei buchi neri è circondato da una quantità di stelle molto inferiore, sia a quanto previsto che a quella dell'altro buco nero.
Il processo di fusione tra le due galassie potrebbe aver provocato l'allontanamento di un numero significativo di stelle attraverso le forze di marea gravitazionale.
In alternativa ci si potrebbe trovare di fronte ad un raro buco nero di tipo intermedio, quindi con una massa inferiore ad un milione di masse solari. I buchi neri di tipo intermedio hanno un numero ridotto di stelle circostanti e se ne prevede la loro esistenza al centro di galassie nane.